# TARAKO
TARAKO(타라코, 일본어: たらこ, 1960년 12월 17일 ~ 2024년 3월 4일)는 일본의 여성 성우이다. 1960년 12월 17일 일본 도쿄도 에도가와구에서 태어났으나 군마현 오타시 출신으로 활동했다. 《시끌별 녀석들》로 성우에 처음 데뷔하였으며 트루바도르 음악사무소(トルバドール音楽事務所)에 소속되어 활동했다. 특히 1990년부터 방영을 시작한 TV 애니메이션 시리즈 《마루코는 아홉살》의 마루코 역을 2024년까지 맡아왔다. 2024년 3월 4일 사망하였으며, 《마루코는 아홉살》은 1개월 간의 휴방 후에 키쿠치 코코로를 새로 성우로 하여 방영하였다.